# Külpolitika
A külpolitika az egyes államok által más államokkal, azok csoportjaival, nemzetközi szervezetekkel kapcsolatban folytatott politikai tevékenysége, érdekérvényesítő stratégiája és konkrét lépéseinek összessége.
Az egyes államok külpolitikája saját érdekeiknek megfelelően számos különböző célt követ, beleértve a nemzetbiztonság, az ország védelmének erősítését, a gazdasági előnyök megszerzését, kulturális kapcsolatok fejlesztését, humanitárius célokat. A külpolitika alakulására számos tényező van hatással, köztük a belpolitikai megfontolások, benne a hatalmon lévő csoport, réteg hatalmának biztosítása, továbbá más államok viselkedése, geopolitikai stratégiák. Történelmileg a külpolitika az egyes államok hatalmi céljaiból, rövid távú hódító és védekező törekvéseiből alakult ki és fejlődött az állam nemzetközi kapcsolatainak hosszú távú alakítására irányuló tevékenységgé. A külpolitikai alakításában nagy szerepe van a diplomáciai szervezetnek és tevékenységnek. 
Az egyes államok külpolitikai céljai sokfélék lehetnek, de egymással szorosan összefüggenek, és együttesen átfogó megközelítést igényelnek. Leggyakrabban a védelem és a biztonság az elsődleges célok. Az államok ennek érdekében katonai szövetségeket hoznak létre, kifelé pedig a változatos eszközöket alkalmaznak az érdekeik érvényesítésére a soft powertől a katonai fenyegetésig. 
Az államok gazdasági érdekei alapvetően befolyásolják külpolitikáját, azon belül is a külgazdasági politikát, amelynek fő tárgya a külkereskedelemi együttműködés elősegítése az ország gazdasági érdekeinek megfelelően.
Számos állam jelentős humanitárius programokat is indított külpolitikája keretében, sokféle módon támogatva a kevésbé fejlett államokat a közjó és a nemzetközi feszültségek elkerülése érdekében.
A külpolitika tudományát művelő akadémiai intézmények, nemzetközi think tank-ek, háttérintézmények tanulmányozzák a külpolitika elméletét és gyakorlatát annak érdekében, hogy a gyakorlatban használható tanácsokkal láthassák el a döntéshozó kormányzati szereplőket.

## Külpolitikai alapelvek
Az egyes államok külpolitikájának alapelvei gyakran az alkotmányokban szerepelnek, de megjelenhetnek más rendelkezésekben is.
Magyarország alaptörvénye rögzíti, hogy „tiszteljük más népek szabadságát és kultúráját, együttműködésre törekszünk a világ minden nemzetével”, továbbá „Magyarország az európai népek szabadságának, jólétének és biztonságának kiteljesedése érdekében közreműködik az európai egység megteremtésében”. 
Ugyancsak az Alaptörvény szerint Magyarország elfogadja a nemzetközi jog általánosan elismert szabályait, és külön jogszabályi kihirdetés nélkül, az úgynevezett generális transzformációval a magyar jog részévé teszi. A nemzetközi jogi dokumentumok sorából ki kell emelni az ENSZ Alapokmányát és az Európai Biztonsági és Együttműködési Értekezlet 1975-ös Záróokmányát. Ez utóbbi dokumentum tíz nemzetközi jogi alapelvet fogalmaz meg:
1. Szuverén egyenlőség, a szuverenitásban foglalt jogok tiszteletben tartása.
2. Tartózkodás az erőszaktól, valamint az azzal való fenyegetéstől.
3. A határok sérthetetlensége.
4. Az államok területi integritása.
5. A viták békés rendezése.
6. A belügyekbe való be nem avatkozás.
7. Az emberi jogok és az alapvető szabadságok tiszteletben tartása, beleértve a gondolat, a lelkiismeret, a vallás és a meggyőződés szabadságát.
8. A népek egyenjogúsága és önrendelkezési joga.
9. Az államok közötti együttműködés.
10. A nemzetközi jogi kötelezettségek jóhiszemű teljesítése.

## Célok, döntéshozatal, intézmények
A külpolitika célja az adott állam számára a lehető legkedvezőbb nemzetközi feltételek biztosítása politikai, biztonsági, gazdasági és egyéb területen. Az aktuális célok jogi szabályozása nem szokásos, azt általában a mindenkori kormány által kidolgozott kormányprogramban vagy külpolitikai stratégiában teszik közzé.
A külpolitikai döntések előkészítése során elemezni kell a hazai és nemzetközi feltételeket, fejleményeket, meg kell határozni a célokat a politikai lehetőségek függvényében, majd meg kell hozni a megfelelő döntéseket. Ezután következik a végrehajtás, az eredmények és a tapasztalatok a elemzése, a visszajelzés, visszacsatolás.
A polgári közigazgatás kialakulásáig a történelmi korokban az állam nemzetközi szerepével, más államokhoz fűződő kapcsolataival összefüggő döntéseket az uralkodó és/vagy szűkebb környezete hozta meg. Hasonlóan működtek a 20. századi diktatúrák is.
A többpárti parlamentáris demokráciákban a külpolitika formálása általában többszereplős
folyamat. A parlamenti választásokon induló politikai pártok programjában a külpolitikai elképzelések általában külön fejezetben szerepelnek, majd ezek adják a választásokon győztes pártok által alakított kormány külpolitikai programját. Az új parlamenti jóváhagyja a kormány programját, beleértve a külpolitika fő irányait.
A parlament a ciklus során plenáris ülésein dönthet az ország nemzetközi helyzetének elsődleges fontosságú kérdéseiben. Az országgyűlés illetékes szervei (pl. az Országgyűlés Külügyi Bizottsága, az Európai Ügyek Bizottsága) rendszeresen vitatnak meg külpolitikai kérdéseket, és beszámoltathatják a kormányzat vezető tisztségviselőit. 
A nemzeti külpolitika végrehajtásának felelőse a kormány. Egyes prezidenciális rendszerekben (mint az Egyesült Államokban) a fő döntéshozó az államfő, aki egyben a végrehajtó hatalom irányítója is, más „erős elnöki rendszerekben” (Oroszországban, Franciaországban) a döntések és hatáskörök valamelyest megoszlanak az állam- és kormányfő között. 
A kormány üléseire az államközi kapcsolatok fontos, több szakterületet (külügy, honvédelem, pénzügyek stb.) érintő kérdései kerülnek. A külpolitikai koordinálása, végrehajtása a külügyi tárca feladata.
Az utóbbi évtizedekben a nemzetközi kapcsolatok és a diplomácia szakosodásával a honvédelmi, gazdasági, szaktárcák és más kormányzati intézmények, valamint a kulturális diplomácia külpolitikai szerepe is jelentősen megnőtt. Sok országban a nem állami szereplők, akadémiai és egyéb kutatóintézetek, nem kormányzati szervezetek, nagyvállalatok, önkormányzatok, a sajtó és a közvélemény, azaz a nyilvános diplomácia képviselői is fokozottabban bekapcsolódnak a külpolitikai döntések előkészítésébe, illetve a tapasztalatok értékelésébe.

## Külpolitikai stratégia
A külpolitikai stratégia egy ország vagy szövetségi rendszer hosszú távú és egybefüggő nemzetközi cél-, feltétel- és eszközrendszerének kidolgozása. A stratégia korszerű értelmezése magába foglalja a diplomáciát, a szövetségek kötését, az ellenséges törekvések semlegesítését, az erőforrások és képességek mozgósítását a nemzet, az állam biztonsága érdekében. A stratégiaalkotás korunk globalizálódó nemzetközi viszonyai között különösen fontos, mivel egyre több, korábban nemzetállami kérdés válik nemzetközivé.
A nemzetközi politikaelmélet megkülönbözteti a nemzetközi viszonyok megváltoztatására törekvő (offenzív, extrovertált, revizionista), illetve a saját biztonságuk szavatolására irányuló (defenzív, introvertált) felfogásokat. Ezeken belül léteznek más megközelítések is, mint az ellentétes érdekű fél feltartóztatására (containment) vagy megbékítésére (appeasement) irányuló stratégiák. A kisebb országok stratégiai törekvése lehet a nagyobb hatalmakhoz való csatlakozás szövetségesként, valamint saját részvétel helyett a szövetségesek „előretolása” a konfliktusokban.